# حكاك
الحُكاك أَو الأُكَال أَو التهرُش (بالإنجليزية: Prurigo)‏ هو حكة جلدية شَديدة، ويَشمل أنواع مُحددة:
- الحكاك العُقيدي.
- الحكاك السفعي.
- حُكاك بينييه (حُكاك الحمل).